# 이란 이슬람 공화국 국가 올림픽 위원회
이란 이슬람 공화국 국가 올림픽 위원회(페르시아어: کمیته ملی المپیک جمهوری اسلامی ایران, 영어: National Olympic Committee of the Islamic Republic of Iran)는 이란을 대표하는 국가 올림픽 위원회이다. IOC 코드는 IRI이다. 본부는 테헤란에 있으며 아시아 올림픽 평의회에 소속되어 있다.
1947년에 설립하였으며 같은 해에 국제 올림픽 위원회의 승인을 받았다. 올림픽, 아시안 게임을 비롯한 국제 스포츠 대회에 참가하는 이란의 선수들을 대표한다.

## 같이 보기
- 올림픽 이란 선수단